# إلزام

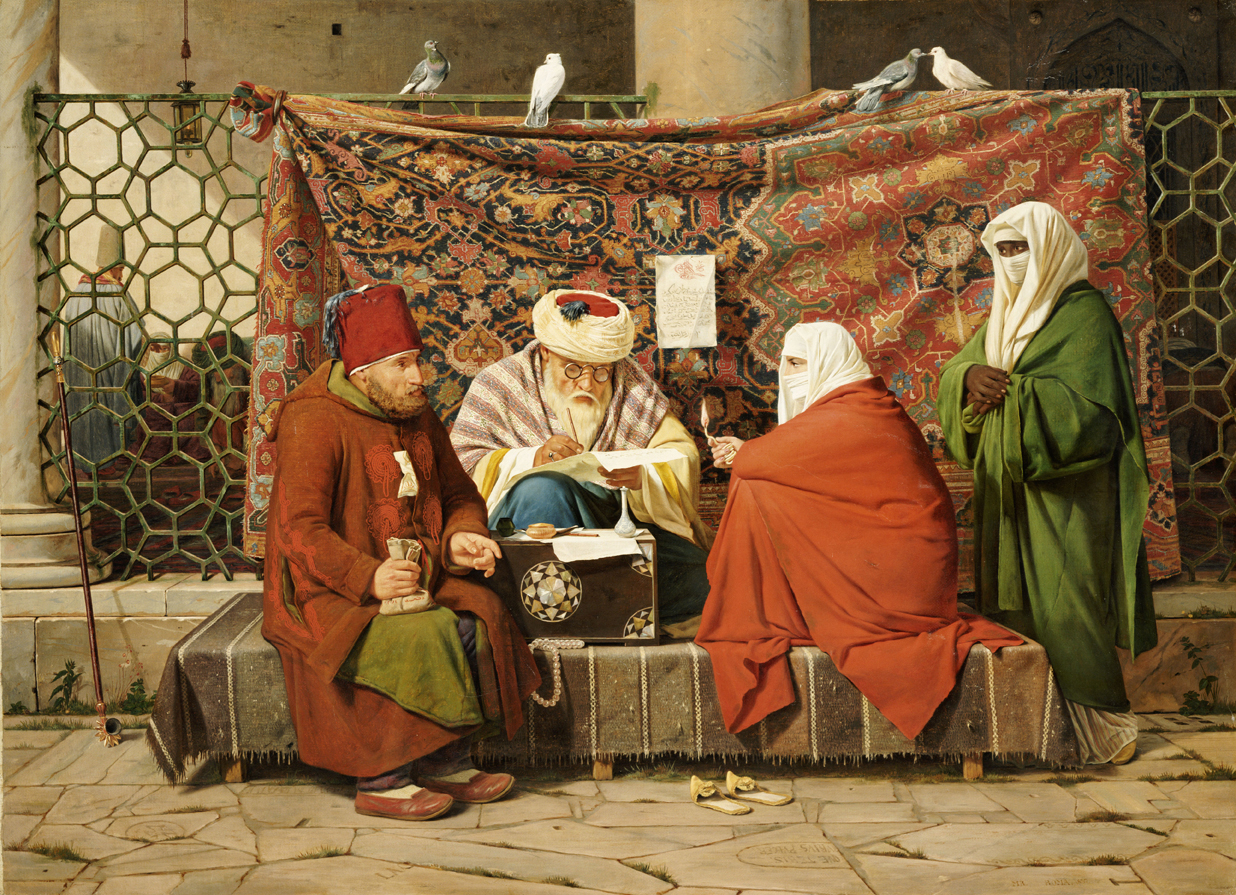

الإلزام أو الالتزام أو الإجبار (بالإنجليزية: Obligation)‏ هو مسار أو درب معين يتوجب على شخص ما أن يسلكه، سواء كان قانونيا أم معنويا. وهناك أيضا إلزامات في سياقات معيارية أخرى، مثل التزامات آداب السلوك والالتزامات الاجتماعية والدينية وأحيانا التزامات سياسة، حيث أن الالتزامات هي متطلبات يجب الوفاء بها. وهذه الالتزامات هي عموما التزامات قانونية يمكن أن تفرض عقوبات في حالة عدم الوفاء بها، على الرغم من أن بعض الناس ملزمون باتخاذ إجراءات معينة لأسباب أخرى أيضا، سواء كان ذلك تقليديا أو لأسباب اجتماعية.
تختلف الالتزامات من شخص لآخر: فعلى سبيل المثال، فإن الشخص الذي يشغل مكتبا سياسيا سيكون له عموما التزامات أكبر بكثير من المواطن البالغ العادي الذي سيكون له بدوره التزامات أكثر من الطفل الصغير. وعادة ما تمنح الالتزامات في مقابل زيادة حقوق الفرد أو سلطته. على سبيل المثال، التزامات الصحة والسلامة في مكان العمل من صاحب العمل إلى الموظف ربما لضمان لا يتم حظر خروج النار أو ضمان وضع المقابس بحزم.
ویمکن لکلمة «التزام» أیضا أن تعني التزاما مکتوبا، أو أشیاء مثل الأوراق النقدیة أو النقود أو الشیکات أو السندات أو الطوابع أو الأوراق المالیة.